# صاحب (إيران)
صاحب (بالفارسية: صاحب) هي مدينة تقع في إيران في قسم زيويه. يقدر عدد سكانها بـ 1,489 نسمة .